# Carlo Aventi
Carlo Aventi (Roncofreddo, 10 gennaio 1852 – Forlì, 10 aprile 1909) è stato un avvocato e politico italiano.

## Biografia
Repubblicano e progressista romagnolo, si laurea a Bologna ed esercita la professione forense a Cesena, città dei suoi studi inferiori e superiori e dove è stato consigliere comunale ed assessore. Si trasferisce in seguito a Forlì, dove è stato consigliere provinciale e membro della deputazione provinciale e dove viene eletto due volte deputato radicale.